# Manu Snellinx
Manuel „Manu“ Snellinx (* 23. August 1948 in Grote-Spouwen, Provinz Limburg; †  29. Mai 2017 in Bilzen) war ein belgischer Radrennfahrer.

## Sportliche Laufbahn
Snellinx war als Bahnradsportler aktiv. 1970 gewann er die nationale Meisterschaft im Sprint der Amateure und weitere Medaillen im 1000-Meter-Zeitfahren und im Tandemrennen. 1971 verteidigte er den Titel im Sprint und gewann auch das Zeitfahren. Auch 1972 wurde er Meister im Sprint. Mit Noël Soetaert als Partner siegte er in der Meisterschaft im Tandemrennen. 1971 siegte er im Großen Preis von Dresden, wobei er die Spitzenfahrer aus der DDR und aus weiteren sechs Ländern schlug.
Er war Teilnehmer der Olympischen Sommerspiele 1972 in München. Er startete im Sprint und im Tandemrennen mit Noël Soetaert (beide belegten den 5. Platz).